# Inga calanthoides
Inga calanthoides là một loài rau đậu thuộc họ Fabaceae.
Loài này chỉ có ở Suriname.